# Cerapteryx albineura
Cerapteryx albineura är en fjärilsart som beskrevs av Jean Baptiste Boisduval 1841. Cerapteryx albineura ingår i släktet Cerapteryx och familjen nattflyn. Inga underarter finns listade i Catalogue of Life.